# Jorge Faurie
Jorge Marcelo Faurie (sinh ngày 24 tháng 12 năm 1951) là một nhà ngoại giao người Argentina, và Bộ trưởng Bộ Ngoại giao và Thờ cúng của Argentina, phục vụ trong nội các của Tổng thống Mauricio Macri từ ngày 12 tháng 6 năm 2017 đến ngày 10 tháng 12 năm 2019.
Ông sinh ra ở Santa Fe, tỉnh Santa Fe. Ông tốt nghiệp Đại học Quốc gia về Luật. Ông tham gia dịch vụ nước ngoài vào năm 1964. Ông là Đại sứ Argentina tại Pháp kể từ năm 2015 cho đến thời điểm được bổ nhiệm làm Bộ trưởng năm 2017. Ngoài ra, ông còn là Đại sứ tại Bồ Đào Nha từ năm 2002 đến 2013.

## Bộ trưởng Bộ Ngoại giao
Trong chính quyền Macri, ông đã tăng cường quan hệ ngoại giao với Brazil và Nam Cone, tránh xa trục Bolivar và yêu cầu tự do của các tù nhân chính trị ở Venezuela.
Ông cũng thúc đẩy việc bãi bỏ thỏa thuận với Iran và làm việc cho một mối quan hệ hợp tác với Hoa Kỳ, Isarel và châu Âu.
Ông tìm kiếm mối quan hệ gần gũi hơn với Liên minh Thái Bình Dương.
Thành tựu quan trọng nhất của ban lãnh đạo là hiệp định thương mại tự do lịch sử với Liên minh châu Âu.